# Pays de Tulle (aménagement du territoire)
Ne doit pas être confondu avec Pays de Tulle (région naturelle).
 (juillet 2025).
Motif : Sans sources, structure sans fiscalité propre de moins de 50000 habitants.
- Archive Wikiwix
- Bing
- Cairn
- DuckDuckGo
- E. Universalis
- Gallica
- Google
- G. Books
- G. News
- G. Scholar
- Persée
- Qwant
- (zh) Baidu
- (ru) Yandex
- (wd) trouver des œuvres sur Wikidata

| 1. | Préciser le motif de la pose du bandeau. | Précisez le motif de la pose du bandeau en utilisant la syntaxe suivante : {{admissibilité à vérifier\|date=juillet 2025\|motif=remplacez ce texte par le motif}}                                              |
| 2. | Informer les utilisateurs concernés.     | Pensez à avertir le créateur de l'article, par exemple, en insérant le code ci-dessous sur sa page de discussion : {{subst:avertissement admissibilité à vérifier\|Pays de Tulle (aménagement du territoire)}} |

Le Pays de Tulle était une structure de regroupement de collectivités locales françaises. C'est l'un des 16 « pays » (micro-régions) qui composent le Limousin. Il regroupe 60 communes et 40 000 habitants du  département de la Corrèze.
Il est dissout le 1er janvier 2017.